# Gambia az 1988. évi nyári olimpiai játékokon
Gambia a dél-koreai Szöulban megrendezett 1988. évi nyári olimpiai játékok egyik részt vevő nemzete volt. Az országot az olimpián 2 sportágban 6 sportoló képviselte, akik érmet nem szereztek.

## Atlétika
Férfi
| Versenyző           | Versenyszám | Előfutam | Előfutam | Előfutam | Negyeddöntő | Negyeddöntő | Negyeddöntő | Elődöntő | Elődöntő | Elődöntő | Döntő   | Döntő    |
| Versenyző           | Versenyszám | Idő      | Hely.    | Össz.    | Idő         | Hely.       | Össz.       | Idő      | Hely.    | Össz.    | Idő     | Helyezés |
| ------------------- | ----------- | -------- | -------- | -------- | ----------- | ----------- | ----------- | -------- | -------- | -------- | ------- | -------- |
| Dawda Jallow        | 400 m       | 46,91    | 3.       | 33.      | 46,35       | 7.          | 30.         | kiesett  | kiesett  | kiesett  | kiesett | kiesett  |
| Momodou Bello N'Jie | 800 m       | 1:55,57  | 7.       | 61.      | kiesett     | kiesett     | kiesett     | kiesett  | kiesett  | kiesett  | kiesett | kiesett  |

Női
| Versenyző  | Versenyszám | Előfutam | Előfutam | Előfutam | Negyeddöntő | Negyeddöntő | Negyeddöntő | Elődöntő | Elődöntő | Elődöntő | Döntő   | Döntő    |
| Versenyző  | Versenyszám | Idő      | Hely.    | Össz.    | Idő         | Hely.       | Össz.       | Idő      | Hely.    | Össz.    | Idő     | Helyezés |
| ---------- | ----------- | -------- | -------- | -------- | ----------- | ----------- | ----------- | -------- | -------- | -------- | ------- | -------- |
| Jabou Jawo | 100 m       | 12,27    | 8.       | 54.***   | kiesett     | kiesett     | kiesett     | kiesett  | kiesett  | kiesett  | kiesett | kiesett  |

*** - három másik versenyzővel azonos eredményt ért el

## Birkózás
Szabadfogású
| Versenyző       | Versenyszám | Vigaszágas kiesés | Vigaszágas kiesés | Helyosztók        | Helyosztók        | Bronz- mérkőzés   | Döntő             | Helyezés    |
| Versenyző       | Versenyszám | Vigaszágas kiesés | Vigaszágas kiesés | 7. helyért        | 5. helyért        | Bronz- mérkőzés   | Döntő             | Helyezés    |
| Versenyző       | Versenyszám | Ellenfél Eredmény | Hely.             | Ellenfél Eredmény | Ellenfél Eredmény | Ellenfél Eredmény | Ellenfél Eredmény | Helyezés    |
| --------------- | ----------- | --- | ----------------- | ----------------- | ----------------- | ----------------- | ----------------- | ----------- |
| Adama Damballey | 74 kg       | B csoport · Uati Iutana (WSM) · kétvállas · 2. fordulóban erőnyerő · Šaban Sejdi (YUG) · kétvállas · Pekka Rauhala (FIN) · kétvállas | 7.                | kiesett           | kiesett           | kiesett           | kiesett           | helyezetlen |
| Matarr Jarju    | 82 kg       | A csoport · Daniel Iglesias (ARG) · kétvállas · Itó Acusi (JPN) · kétvállas                                                          | 14.               | kiesett           | kiesett           | kiesett           | kiesett           | helyezetlen |
| Bakary Sanneh   | 90 kg       | B csoport · Edwin Lins (AUT) · kétvállas · Ahmad Al-Shamy (SYR) · kétvállas                                                          | 12.               | kiesett           | kiesett           | kiesett           | kiesett           | helyezetlen |